# Personal Security Manager
Personal Security Manager (zkráceně PSM) je skupina knihoven, která v aplikacích Mozilla zajišťuje kryptografické operace. Jedná se například o nastavování SSL spojení, podepisování objektů, ověřování podpisů či správu certifikátů.